# アメデ・ゴルディーニ
アメディオ・ジョヴァンニ・マリア・ゴルディーニ（Amedeo Giovanni Maria Gordini、1899年6月23日 - 1979年5月25日）、通称アメデ・ゴルディーニ（Amédée Gordini）は、フランスの自動車実業家、自動車エンジン技術者であり、ゴルディーニの創業者として知られる。

## 経歴
1899年、ゴルディーニはイタリア王国北部のバッツァーノで農夫の子として生まれた。バッツァーノは今日のボローニャ県バルサモッジャにある都市で、北イタリアの中でも当時から自動車レース産業が盛んな地域に属する。
ゴルディーニは、1908年9月にバッツァーノ近郊のボローニャ・サーキットで開催されたコッパ・フロリオで初めて自動車レースを観戦し、この時にレースに魅了された。
12歳の時にボローニャの鍛冶屋に弟子入りして、馬車修理など車大工の仕事を見習いとして始める。1912年にはフィアット、後にイソッタ・フラスキーニに移り、どちらでも工員や整備士として働いた。
ほどなく、イタリアも第一次世界大戦に巻き込まれ（イタリア戦線）、ゴルディーニは1917年5月に召集令状を受け取り、イタリア軍のベルサリエリ部隊の一兵卒としてカポレットの戦いやピアーヴェ川の戦いを戦った。
1918年に第一次世界大戦が終結した後、ゴルディーニの所属する部隊は当時イタリアの植民地だったリビア（イタリア領リビア）のトリポリに送られ、ゴルディーニは現地民による蜂起を鎮圧するための軍務に従事し、1920年に除隊してボローニャに戻った。
帰国後、ゴルディーニは再びイソッタ・フラスキーニなどで働き、この時期、レーシングカー製造を試みていたジュゼッペ・モッシーニ（Giuseppe Moschini）の手伝いを始めたことでレースに関わり始めた。モッシーニの下では、二輪レースから四輪への転向を図っていたタツィオ・ヌヴォラーリに頼まれ、彼のメカニックを務めるなどした。

### シムカへの関与
ゴルディーニはより大きな市場のあるフランスで働きたいという願望を持ち、1925年1月にパリに移住した。
フランスに移り住んだ後、ゴルディーニは自動車レースにドライバーとして参戦を始めた。特にフィアット・バリラを好んで使用していたことから、フランスにおけるフィアットの責任者だったアンリ・ピゴッツィと知り合った。
フィアットのオーナーであるジョヴァンニ・アニェッリの親友であり、ビジネスパートナーでもあったピゴッツィは、1928年にフランスのシュレンヌに設けた工場で、フィアット車のノックダウン生産を行っていた。そして、1934年にナンテールに移転したことを機に、ピゴッツィは独自の自動車ブランドである「シムカ」を設立した。
この頃にはゴルディーニはレーシングドライバーとしてだけではなく、フィアット車への理解の深いエンジニアとしても評価されており、ゴルディーニが改造したフィアットの車両は数々のレースで好成績を収めていた。シムカの経営陣はレースによって自社の車両の優秀性を宣伝したいと考えていたことから、ゴルディーニにレース参戦を任せるようになった。
ゴルディーニはエンジンの改良において手腕を示し、フィアット製エンジンをほとんど費用もかけずに性能を引き上げた。ル・マンにおいては、排気量が小さかったことから総合優勝を争う位置にはいなかったものの、1930年代後半には毎年クラス優勝を果たし、そのチューニングの技量から、ゴルディーニは「機械の魔術師」（フランス語: le sorcier de la mécanique）、単に「魔術師」（フランス語: le sorcier）と呼ばれるようになった。

### ゴルディーニ設立
第二次世界大戦後の1946年、ゴルディーニは自身の会社であるゴルディーニを設立した。この時から（フィアットをベースとしたものではない）独自設計のエンジンの開発を始め、車体とエンジンの製造をシムカと分担する形でレースに参戦した。戦前から、「エキップ・ゴルディーニ」として参戦していたことは変わらないが、1949年にル・マン24時間レースが再開され、1950年にフォーミュラ1（F1）が世界選手権として始まると、ゴルディーニはそれらのレースで「シムカ・ゴルディーニ」を走らせるようになった。
しかし、レースにおける成績が振るわなかったことも一因となり、財政支援の範囲を巡ってシムカの経営陣との間で対立したことから、1951年限りでシムカと決別し、F1には1952年シーズンから、ル・マン24時間レースにも1953年のレースから、車体とエンジン共に「ゴルディーニ」単独名義で参戦するようになった。

### ルノー

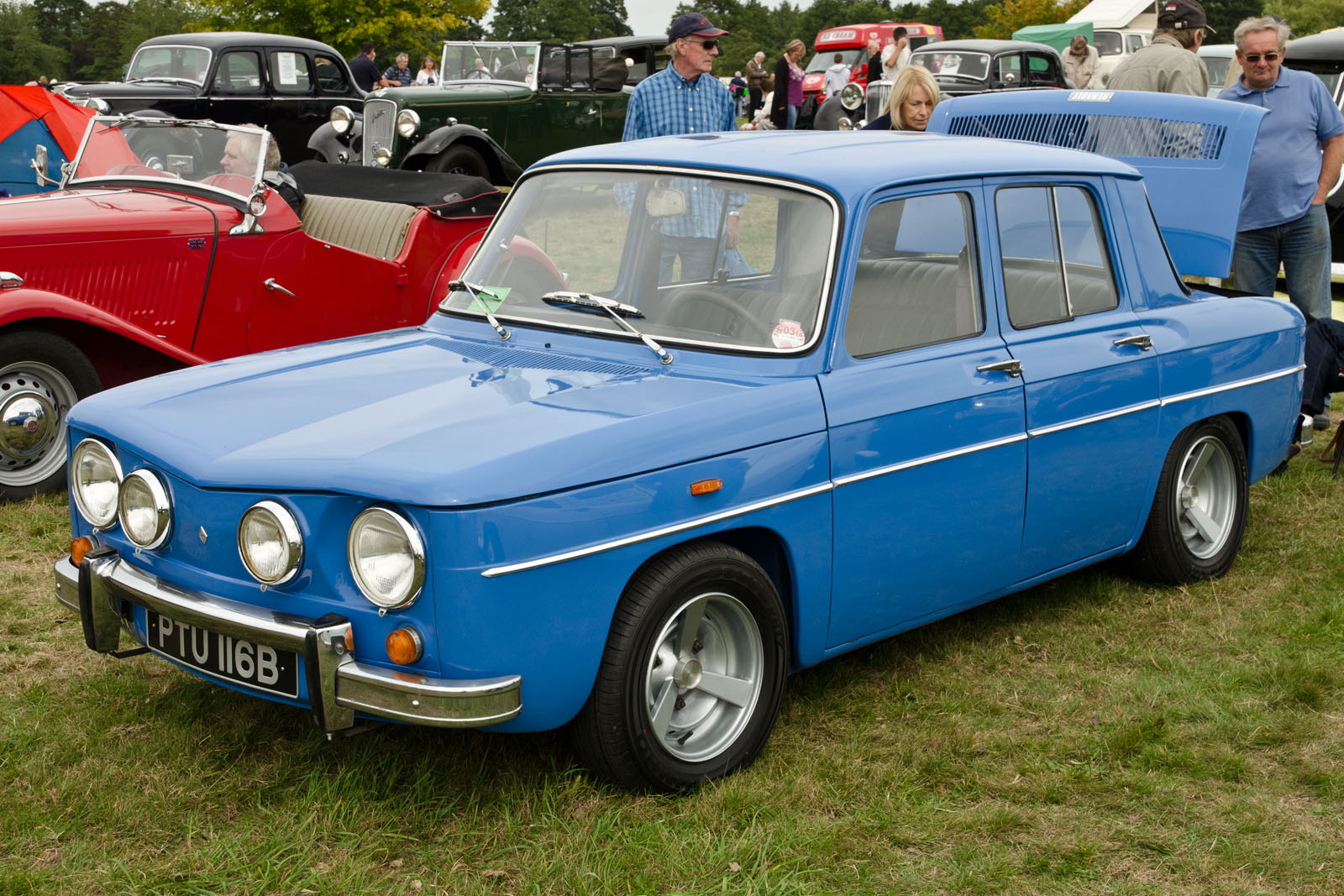
ルノー・8 ゴルディーニ（1964年）。ラリー仕様が活躍し、数々の優勝をルノーにもたらした。

1956年、ルノー公団の総裁であるピエール・ドレフュスと話し合い、同年に発売されたルノー・ドーフィンのエンジンなどにチューニングを施した高性能モデルとなる「ドーフィン・ゴルディーニ」を1957年に発売した。これにより、ルノーとの協力関係が始まった。
ドーフィンの時と同様に、ルノー・8（通常仕様は1962年発売）、ルノー・12（同じく1969年発売）でも同様の高性能モデルを開発し、こうしたモデルの開発はその後も続いた。特にルノー・8ゴルディーニはラリーで活躍し、ルノーとゴルディーニの名を大いに高めた。
1968年末にゴルディーニ社はルノーに吸収合併された。「ゴルディーニ」の名称は、その後もルノーにおいて使用が継続され、レースにおいても、ルノーやアルピーヌの車両には、ゴルディーニ製のエンジンが「ルノー・ゴルディーニ」エンジンとして搭載されるようになった。ゴルディーニ自身は、会社が買収された後もエンジン開発を手掛けたが、1970年代に入ると自身の業務をフランソワ・キャスタンら、若いエンジニアたちに引き継ぎ、1973年頃に開発の第一線から退いた。

### 死去
ゴルディーニは1979年5月25日に死去した。ゴルディーニが死去したこの年は、ゴルディーニが1950年代までに果たせなかったル・マン24時間レースの総合優勝をルノー・ゴルディーニエンジンが果たした翌年であり、ゴルディーニの名を冠したエンジンがF1初勝利を挙げるのは、ゴルディーニの死のおよそ1ヵ月後だった。
1969年にゴルディーニの工場として設立され、その後、ルノーのエンジン開発の拠点として使われるようになったヴィリー＝シャティヨンの工場には、1979年に「アメディ・ゴルディーニ工場」（Usine Amédée Gordini）という名前が付けられた。

## 人物

### 家族
1899年、ゴルディーニは牧場で雇われて仕事をしていた父親アウグスト・ゴルディーニと、母アウグスタの下、次男として生まれた。ゴルディーニ家の生活は厳しく、父アウグストは病を患った末、1904年に死去したため、当時4歳のゴルディーニらはバッツァーノ近くで農夫として生計を立てていたおじの世話を受けて育った。母アウグスタは1910年頃に鉄道員の男と再婚し、一家はボローニャに移り住み、ゴルディーニは初めて学校に通えるようになった。
ゴルディーニ自身は、イタリア軍を除隊した直後の1921年に結婚した。

### Amédée
ゴルディーニの「アメデ」（Amédée）という名前は、1925年にフランスに移住した後、いずれフランスに帰化することも念頭に置いて、よりフランス人らしい響きの名前にするため用いるようになった。

## 栄典
- 1951年 レジオンドヌール勲章 シュヴァリエ